# Administrations- og Servicestyrelsen
Administrations- og Servicestyrelsen er en dansk styrelse, der er en del af Skatteforvaltningen under Skatteministeriet. Administrations- og Servicestyrelsens kerneopgave er at sikre, at Skatteministeriets koncern er understøttet af en effektiv og professionel service og administration inden for blandt andet HR, indkøb og bogføring.
Administrations- og Servicestyrelsens motto er angiveligt "Vi understøtter en velfungerende skatteforvaltning ved at yde service af høj kvalitet og administrere effektivt".
Direktøren for Administrations- og Servicestyrelsen er Claus Henrik Larsen.